# Мэтью, Майкл
Майкл Мэтью (англ. Michael Mathieu; род. 24 июня 1984, Фрипорт, Багамские Острова) — багамский легкоатлет, специализирующийся в беге на 400 метров. Олимпийский чемпион 2012 года, серебряный (2008) и бронзовый призёр (2016) Олимпийских игр в эстафете 4×400 метров. Чемпион Панамериканских игр 2007 года, призёр чемпионатов мира, Игр Содружества в эстафете 4×400 метров. Двукратный чемпион страны.

## Биография
Начал заниматься лёгкой атлетикой в школе St. George’s, которую закончил в 2001 году со званием «Самый выдающийся спортсмен». На Панамериканском чемпионате среди юниоров становился бронзовым призёром в беге на 400 метров.
В 2004 году поступил в Техасский технологический университет, где совмещал получение экономического образования с тренировками у Уэса Киттли. С каждым сезоном улучшал результаты на дистанциях 200 и 400 метров, был призёром американских студенческих соревнований. С 2007 года стал регулярно привлекаться в основную команду Багамских Островов. Выиграл серебряную медаль на чемпионате мира 2007 года и стал чемпионом Панамериканских игр в эстафете 4×400 метров.
Участвовал в Олимпийских играх 2008 года. В беге на 400 метров установил личный рекорд 45,17 в предварительных забегах, вышел в полуфинал, где завершил личные выступления. В эстафете бежал второй этап, где помог команде завоевать серебряные медали, уступив только сборной США.
На чемпионате мира в помещении 2010 года вышел в полуфинал в личном виде, где занял общее 9-е место и не пробился в финал. Остановился в шаге от пьедестала на Играх Содружества, уступив соотечественнику Рамону Миллеру всего 0,01 секунды.
На вторых Олимпийских играх в карьере выступал в беге на 200 метров (был дисквалифицирован в полуфинале за фальстарт). В эстафете 4×400 метров сборная Багамских островов, в которой помимо Мэтью бежали Крис Браун, Деметриус Пиндер и Рамон Миллер, сенсационно стала чемпионом с национальным рекордом (2.56,72), оставив позади сборную США.
Становился серебряным призёром Игр Содружества 2014 года, а также чемпионата мира по эстафетам (2014 и 2015) в составе команды 4×400 метров.
В 2016 году добавил в свой послужной список ещё одно эстафетное серебро — с зимнего чемпионата мира (3.04,75 — национальный рекорд). На третьих подряд Олимпийских играх в карьере оказался на пьедестале: в эстафете багамцы заняли третье место, пропустив вперёд сборные США и Ямайки.

## Основные результаты
| Год  | Турнир                                  | Место проведения          | Дисциплина       | Место       | Результат |
| ---- | --------------------------------------- | ------------------------- | ---------------- | ----------- | --------- |
| 2003 | Панамериканский чемпионат среди юниоров | Бриджтаун, Барбадос       | 400 м            | 3-е         | 46,47     |
| 2007 | Панамериканские игры                    | Рио-де-Жанейро, Бразилия  | 200 м            | 4-е         | 20,89     |
| 2007 | Панамериканские игры                    | Рио-де-Жанейро, Бразилия  | эстафета 4×400 м | 1-е         | 3.01,94   |
| 2007 | Чемпионат мира                          | Осака, Япония             | эстафета 4×400 м | 2-е         | 2.59,18   |
| 2008 | Чемпионат мира в помещении              | Валенсия, Испания         | 400 м            | 11-е (заб.) | 47,34     |
| 2008 | Чемпионат мира в помещении              | Валенсия, Испания         | эстафета 4×400 м | 8-е (заб.)  | 3.11,77   |
| 2008 | Олимпийские игры                        | Пекин, Китай              | 400 м            | 20-е (1/2)  | 45,56     |
| 2008 | Олимпийские игры                        | Пекин, Китай              | эстафета 4×400 м | 2-е         | 2.58,03   |
| 2009 | Чемпионат мира                          | Берлин, Германия          | 400 м            | — (заб.)    | DQ        |
| 2010 | Чемпионат мира в помещении              | Доха, Катар               | 400 м            | 9-е (1/2)   | 47,09     |
| 2010 | Чемпионат мира в помещении              | Доха, Катар               | эстафета 4×400 м | —           | DNF       |
| 2010 | Игры Содружества                        | Дели, Индия               | 400 м            | 4-е         | 45,56     |
| 2010 | Игры Содружества                        | Дели, Индия               | эстафета 4×400 м | 4-е         | 3.04,35   |
| 2011 | Панамериканские игры                    | Гвадалахара, Мексика      | 200 м            | 4-е         | 20,62     |
| 2011 | Чемпионат мира                          | Тэгу, Южная Корея         | 200 м            | — (1/2)     | DNF       |
| 2012 | Олимпийские игры                        | Лондон, Великобритания    | 200 м            | — (1/2)     | DQ        |
| 2012 | Олимпийские игры                        | Лондон, Великобритания    | эстафета 4×400 м | 1-е         | 2.56,72   |
| 2014 | Чемпионат мира в помещении              | Сопот, Польша             | эстафета 4×400 м | 8-е (заб.)  | 3.09,79   |
| 2014 | Чемпионат мира по эстафетам             | Нассау, Багамские Острова | эстафета 4×400 м | 2-е         | 2.57,59   |
| 2014 | Игры Содружества                        | Глазго, Великобритания    | 200 м            | 12-е (1/2)  | 20,68     |
| 2014 | Игры Содружества                        | Глазго, Великобритания    | эстафета 4×400 м | 2-е         | 3.00,51   |
| 2015 | Чемпионат мира по эстафетам             | Нассау, Багамские Острова | эстафета 4×400 м | 2-е         | 2.58,91   |
| 2015 | Панамериканские игры                    | Торонто, Канада           | эстафета 4×400 м | 4-е         | 3.00,34   |
| 2015 | Чемпионат мира                          | Пекин, Китай              | 400 м            | 23-е (1/2)  | 45,43     |
| 2015 | Чемпионат мира                          | Пекин, Китай              | эстафета 4×400 м | — (заб.)    | DQ        |
| 2016 | Чемпионат мира в помещении              | Портленд, США             | 400 м            | — (заб.)    | DQ        |
| 2016 | Чемпионат мира в помещении              | Портленд, США             | эстафета 4×400 м | 2-е         | 3.04,75   |
| 2016 | Олимпийские игры                        | Рио-де-Жанейро, Бразилия  | эстафета 4×400 м | 3-е         | 2.58,49   |